# Front Odrodzenia Polski
Front Odrodzenia Polski (FOP) – tajna organizacja katolicka stanowiąca kontynuację dzieła istniejącej w II Rzeczypospolitej Akcji Katolickiej podczas okupacji niemieckiej. 

## Historia
FOP utworzony został w Warszawie w drugiej połowie 1941 r. przez grupę katolików świeckich z Zofią Kossak i Witoldem Bieńkowskim na czele oraz duchownych (ks. Edmund Krause z parafii Św. Krzyża, ks. Franciszek Pauliński, ks. Jan Zieja, ks. Donat Nowicki). Celem Frontu było moralne odrodzenie Polski w myśl nauki katolickiej. działalność. FOP wydawał pisma „Prawda” (od kwietnia 1942 do września 1943, ostatni numer w sierpniu 1944; redaktor Zofia Kossak), „Prawda Dnia” i „Prawda Młodych” (od grudnia 1942, redaktor Władysław Bartoszewski).
Na przełomie 1941/1942 publikacje FOP ukazywały się na łamach „Polski Zbrojnej Moralnie”, organu prasowego Rycerskiego Zakonu Krzyża i Miecza, gdzie Zofia Kossak ogłosiła w lutym 1942 r. apologetyczny felieton pt. Prawdziwe oblicze Piusa XII. W sierpniu 1942 r. Zofia Kossak w imieniu organizacji opublikowała w 5 tys. egzemplarzy Protest przeciwko zagładzie Żydów na terenie okupowanej Polski, który dotarł dzięki Janowi Karskiemu w ocenzurowanej formie do Londynu. W listopadzie 1942 r. FOP wraz z innymi organizacjami utworzył Społeczną Organizację Samoobrony, współpracującą z Kierownictwem Walki Cywilnej w organizowaniu oporu społecznego. W marcu 1943 r. zespół młodzieżowy FOP (Władysław Bartoszewski, Wincenty Włodkiewicz) wszedł w skład Porozumienia Organizacji Młodzieżowych. Wiosną 1944 r. członkowie Frontu przystępowali do Stronnictwa Pracy.

## Cele
Organizacja stawiała sobie za cel odnowę moralną społeczeństwa polskiego na fundamencie nauki społecznej Kościoła poprzez edukację, kulturę i sztukę, akcentując potrzebę „restytuowania praw, znaczenia, świętości i nienaruszalności rodziny”.